# Siler City
Siler City est une ville américaine située dans le comté de Chatham dans l'État de Caroline du Nord. En 2010, sa population était de 7 887 habitants.

## Démographie
| 1890 | 1900 | 1910 | 1920  | 1930  | 1940  |
| ---- | ---- | ---- | ----- | ----- | ----- |
| 254  | 440  | 895  | 1 253 | 1 730 | 2 197 |

| 1950  | 1960  | 1970  | 1980  | 1990  | 2000  |
| ----- | ----- | ----- | ----- | ----- | ----- |
| 2 501 | 4 455 | 4 689 | 4 446 | 4 808 | 6 966 |

| 2010  | - | - | - | - | - |
| ----- | - | - | - | - | - |
| 7 887 | - | - | - | - | - |

## Source de la traduction
- (en) Cet article est partiellement ou en totalité issu de l’article de Wikipédia en anglais intitulé « Siler City, North Carolina » (voir la liste des auteurs).